# Alma legal
Alma legal é uma telenovela mexicana produzida por Genoveva Martínez e exibida pela Azteca entre 10 de março e 18 de abril de 2008. 
Foi protagonizada por José Alonso e Gabriela de la Garza e antagonizada por Roberto Montiel.

## Elenco
- José Alonso - Víctor
- Gabriela de la Garza - Blanca
- Roberto Montiel - Marcos
- Ángeles Cruz - Nainda
- Estela Calderón - Berenice
- Alexander - Lorenzo
- Mario Loria - Gabriel
- Hugo Catalán - Santos
- Wendy de los Cobos Helena
- Maricarmen Farías - ¨Lichita¨
- Iván Bronstein - Lic. Montiel
- Sergio Bonilla - Gilberto
- Chucho Reyes - Leandro
- Sergio Bustamante - Manuel
- Wendy Braga - Ivonne
- Karla Rico - Lic. Carrera
- Silvia Carrillo - Francine
- Erik Hayser - Flavio
- Javier Escobar - Bruno
- Joanydka Mariel
- Francisco Barcala - Comandante Ramírez